# Bahnrad-Weltcup 2012/13

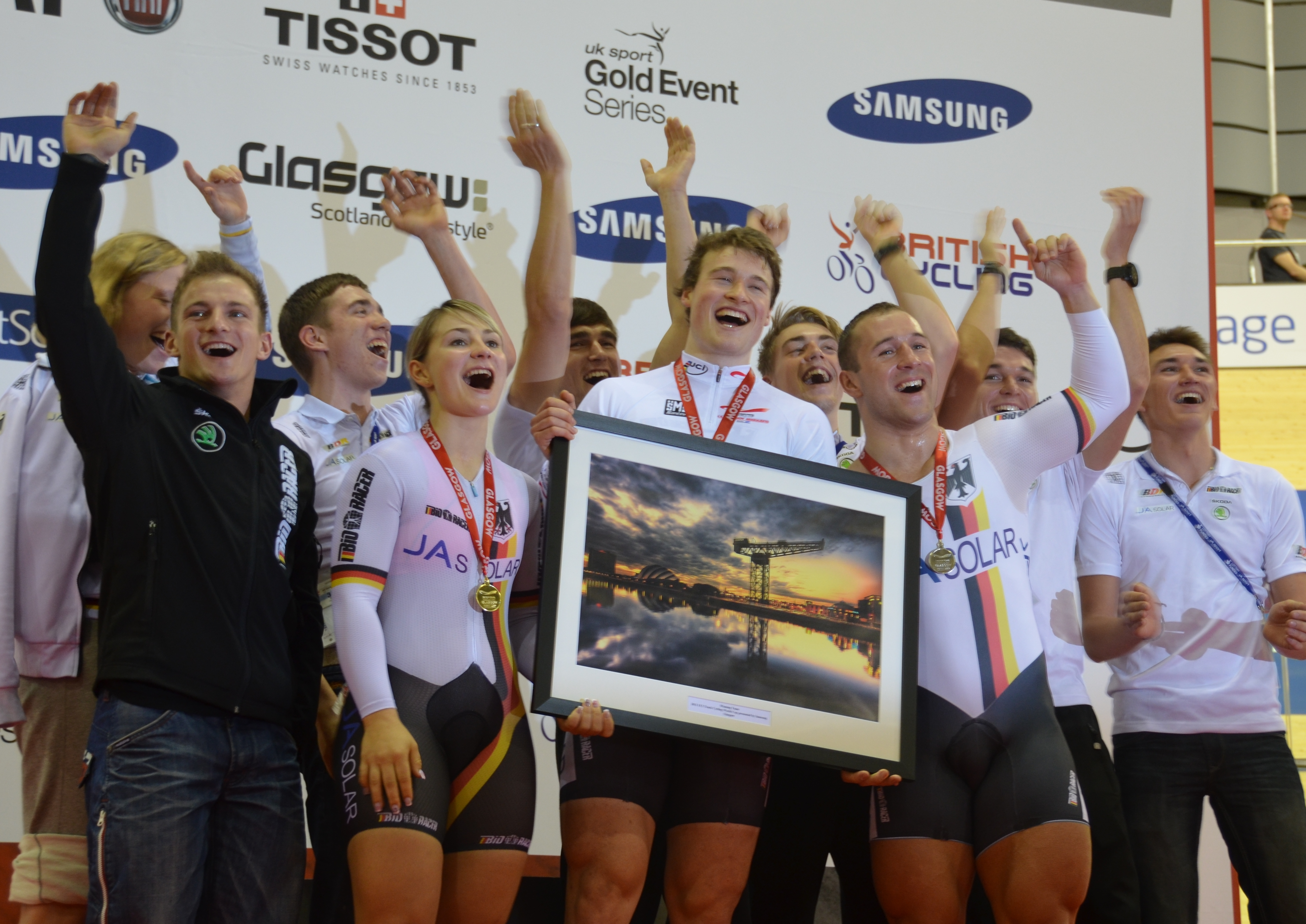
Die deutsche Mannschaft feiert ihren Sieg der Austragung des Weltcups in Glasgow.

Der UCI-Bahnrad-Weltcup 2012/2013 (2012-2013 UCI Track Cycling World Cup) fand zwischen Oktober 2012 und Januar 2013 statt und bestand in der nacholympischen Saison aus lediglich drei statt – wie in den vorherigen Jahren – vier Wettbewerben.

## Austragungsorte
| Datum                 | Ort            |
| --------------------- | -------------- |
| 11.–13. Oktober 2012  | Cali           |
| 16.–18. November 2012 | Glasgow        |
| 17.–19. Januar 2013   | Aguascalientes |

## Frauen

### 500-m-Zeitfahren

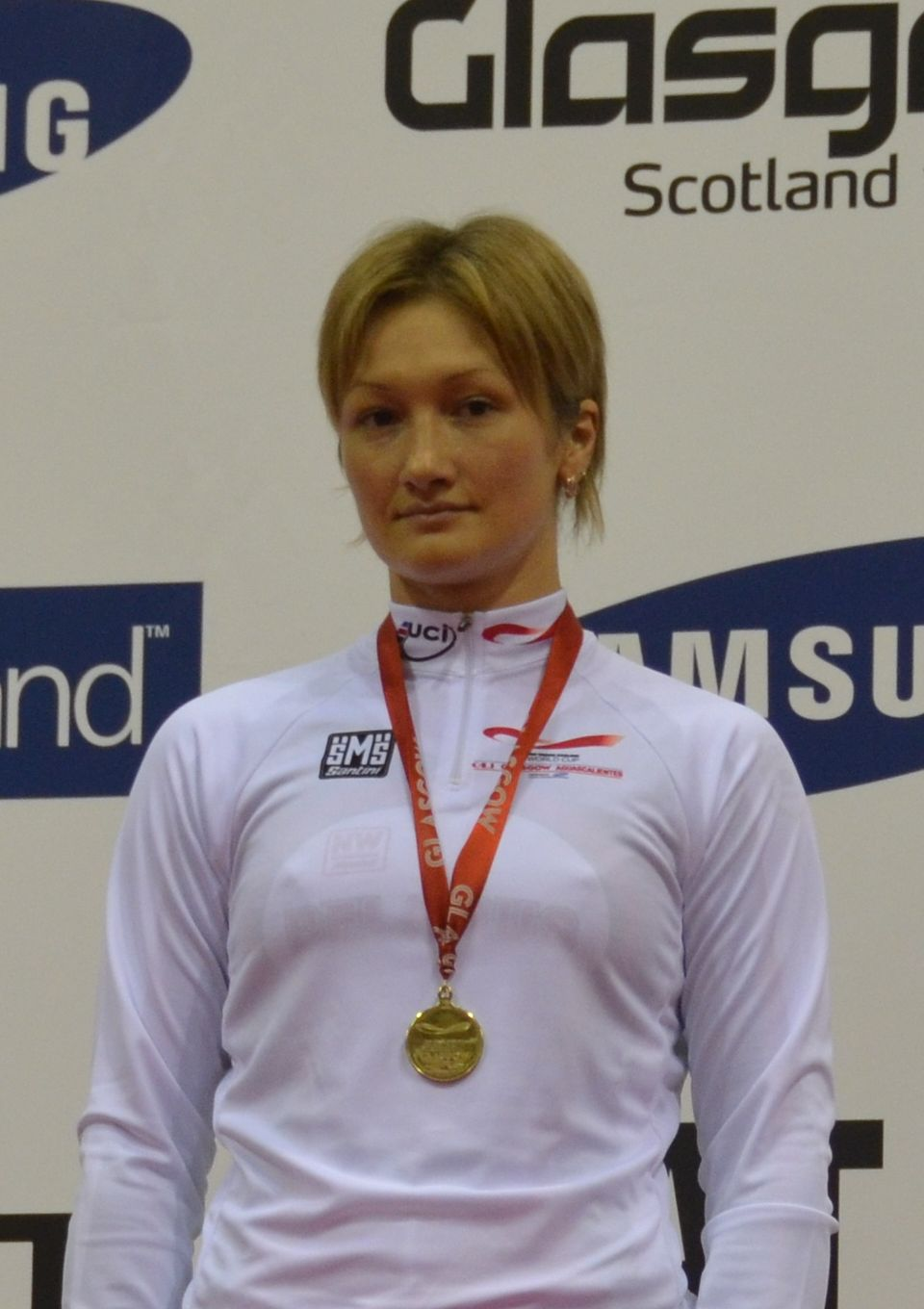
Olga Panarina

Ergebnisse
| Ort     | Sieger        | Zweiter        | Dritter     |
| ------- | ------------- | -------------- | ----------- |
| Glasgow | Olga Panarina | Kristina Vogel | Tania Calvo |

Gesamtwertung
| Pos. | Fahrerin              | Glas | Pkt |
| ---- | --------------------- | ---- | --- |
| 1.   | Olga Panarina         | 12   | 12  |
| 2.   | Kristina Vogel        | 10   | 10  |
| 3.   | Tania Calvo           | 8    | 8   |
| 4.   | Anastassija Woinowa   | 7    | 7   |
| 5.   | Lee Wai Sze           | 6    | 6   |
| 6.   | Jessica Varnish       | 5    | 5   |
| 7.   | Sandie Clair          | 4    | 4   |
| 8.   | PHL Jelena Breschniwa | 3    | 3   |
| 9.   | Yvonne Hijgenaar      | 2    | 2   |
| 10.  | Kayono Maeda          | 1    | 1   |

### Sprint

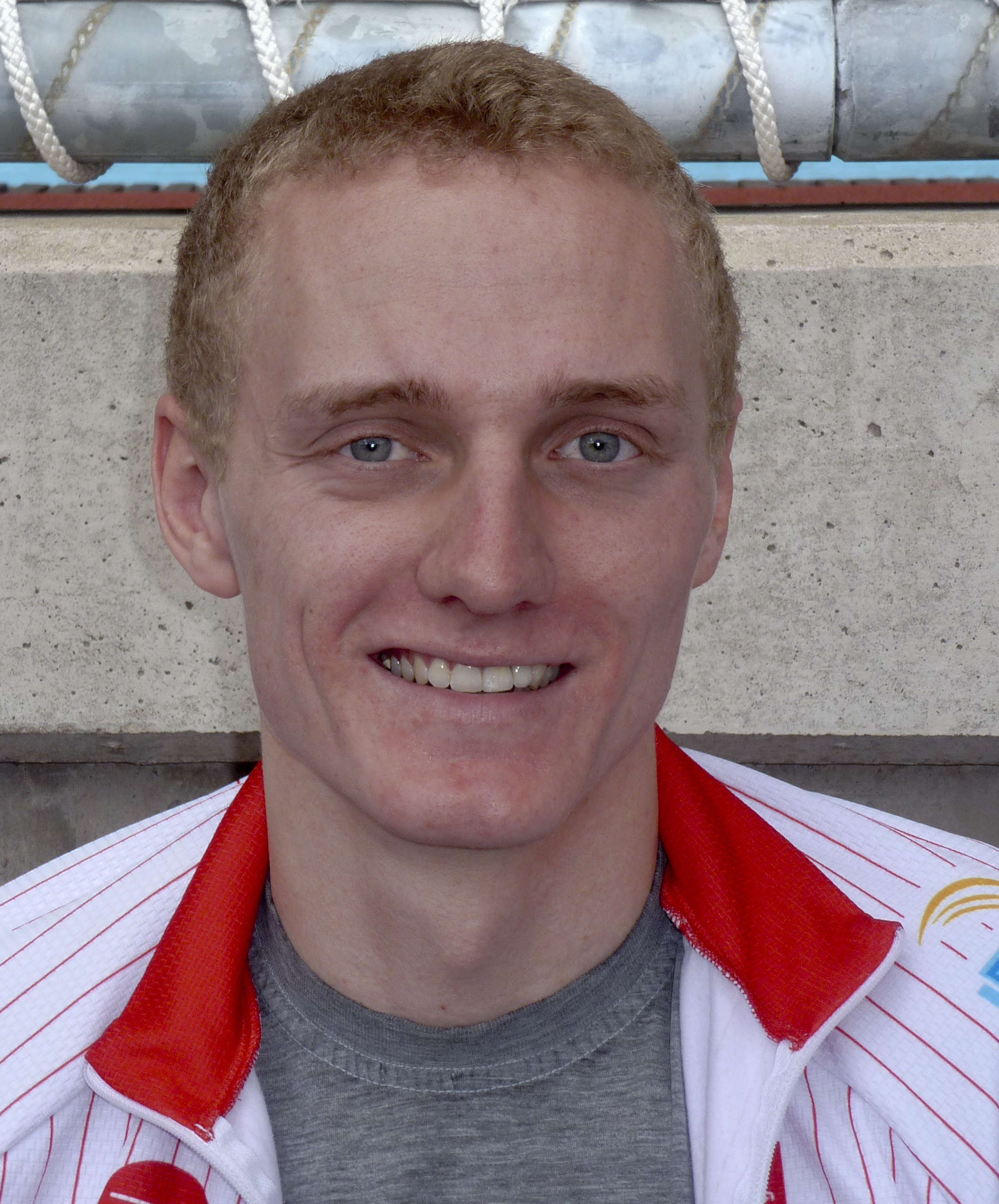
Beim ersten Lauf in Cali war Philipp Thiele mit zwei Goldmedaillen der erfolgreichste deutsche Sportler.

Ergebnisse
| Ort            | Siegerin        | Zweite          | Dritte          |
| -------------- | --------------- | --------------- | --------------- |
| Cali           | Lee Wai Sze     | Rebecca James   | Jessica Varnish |
| Glasgow        | Kristina Vogel  | Jessica Varnish | Rebecca James   |
| Aguascalientes | GPC Gong Jinjie | Lisandra Guerra | Lee Wai-sze     |

Gesamtwertung
| Pos. | Fahrerin         | Cal | Glas | Aguas | Pkt |
| ---- | ---------------- | --- | ---- | ----- | --- |
| 1.   | Lee Wai-sze      | 12  | 7    | 8     | 27  |
| 2.   | Jessica Varnish  | 8   | 10   |       | 18  |
| 3.   | Rebecca James    | 10  | 8    |       | 18  |
| 4.   | GPC Gong Jinjie  |     |      | 12    | 12  |
| 5.   | Kristina Vogel   |     | 12   |       | 12  |
| 6.   | Lisandra Guerra  |     |      | 10    | 10  |
| 7.   | Kaarle McCulloch |     |      | 7     | 7   |
| 8.   | Helena Casas     | 7   |      |       | 7   |
| 9.   | Kayono Maeda     | 4   |      | 3     | 7   |
| 10.  | Zhong Tianshi    |     |      | 6     | 6   |

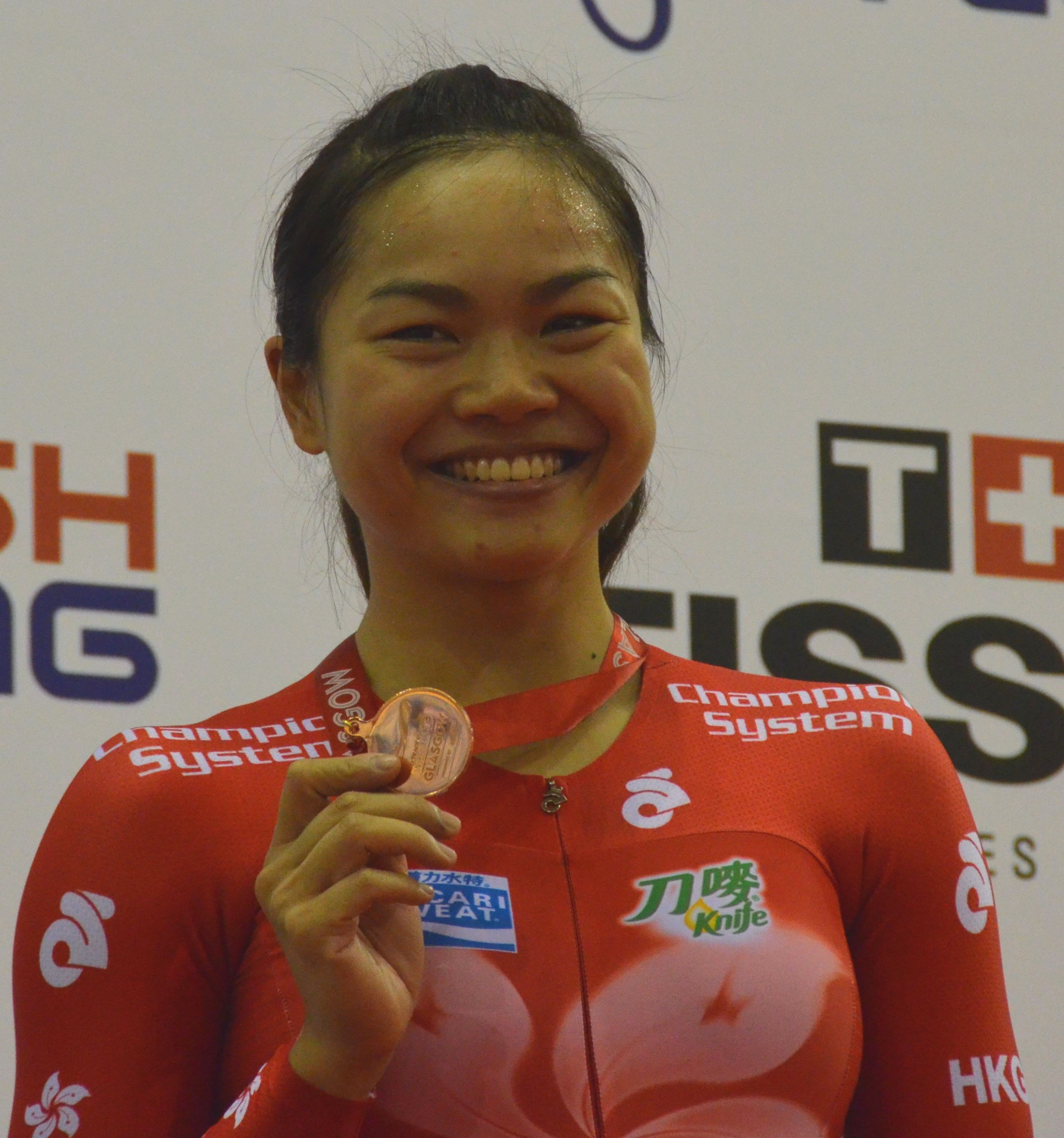
Lee Wai-sze

In der dem Sprint vorausgehenden Zeitqualifikation über 200 Meter fuhr die Chinesin Zhong Tianshi einen neuen Weltrekord von 10,573 Sekunden. Auch ihre Landsmännin Gong Jinjie unterbot in dieser Qualifikation mit 10,642 Sekunden den Weltrekord von Miriam Welte aus dem Jahr zuvor um ein Hundertstel.

### Keirin
Ergebnisse
| Ort            | Siegerin        | Zweite                 | Dritte         |
| -------------- | --------------- | ---------------------- | -------------- |
| Cali           | Juliana Gaviria | Daniela Gaxiola        | Virginie Cueff |
| Glasgow        | Kristina Vogel  | PHL Ekaterina Gnidenko | Lee Wai Sze    |
| Aguascalientes | Zhong Tianshi   | GPC Gong Jinjie        | Xu Yulei       |

Gesamtwertung
| Pos. | Fahrerin               | Cal | Glas | Aguas | Pkt |
| ---- | ---------------------- | --- | ---- | ----- | --- |
| 1.   | Lee Wai Sze            | 5   | 8    | 7     | 20  |
| 2.   | Rebecca James          | 7   | 6    |       | 13  |
| 3.   | Zhong Tianshi          |     |      | 12    | 12  |
| 4.   | Kristina Vogel         |     | 12   |       | 12  |
| 5.   | Juliana Gaviria        | 12  |      |       | 12  |
| 6.   | PHL Ekaterina Gnidenko |     | 10   | 2     | 12  |
| 7.   | Virginie Cueff         | 8   |      | 4     | 12  |
| 8.   | GPC Gong Jinjie        |     |      | 10    | 10  |
| 9.   | Daniela Gaxiola        | 10  |      |       | 10  |
| 10.  | Xu Yulei               |     |      | 8     | 8   |

### Teamsprint

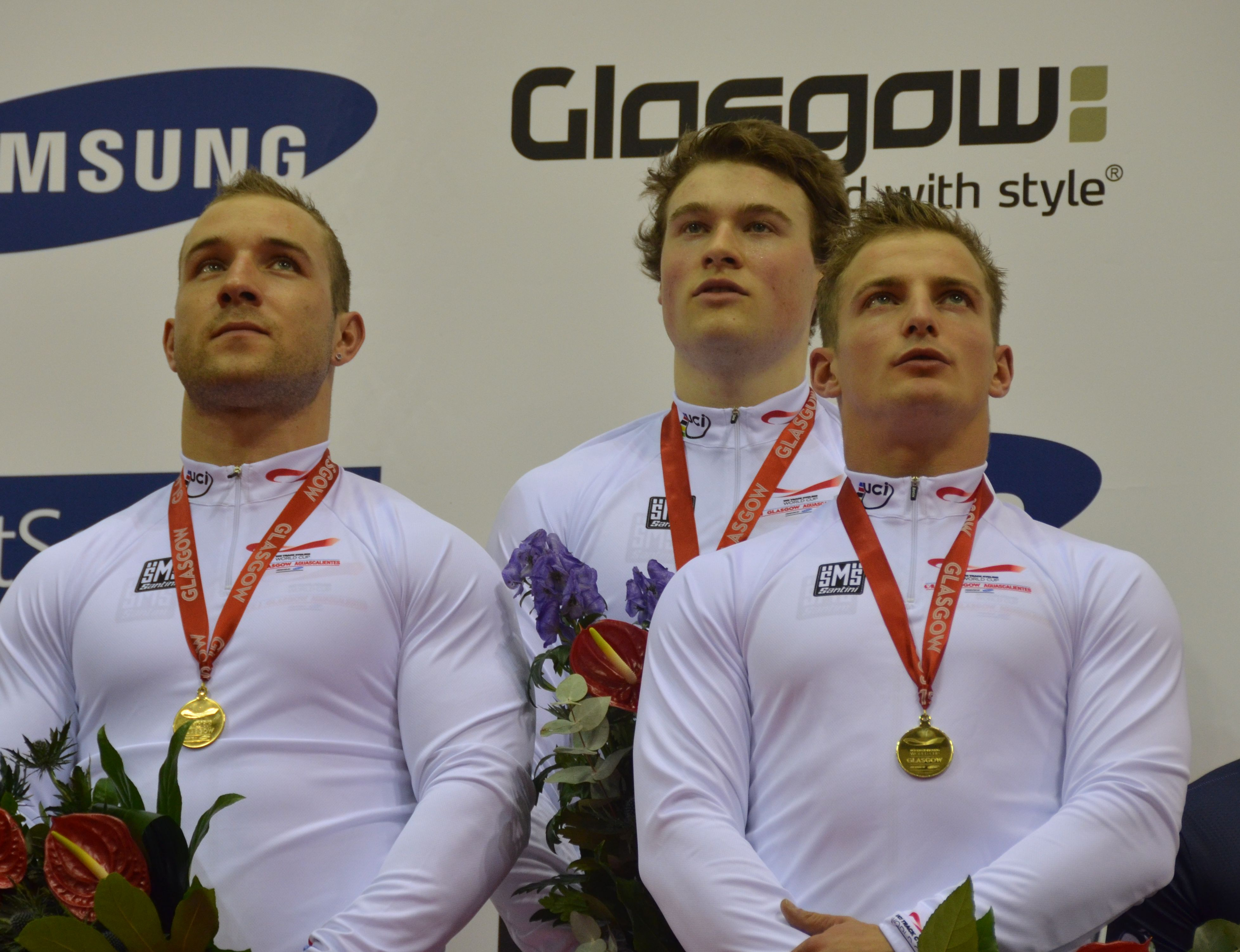
Die deutsche Teamsprint-Mannschaft: Robert Förstemann, Stefan Bötticher, René Enders (v. l. n. r.)

Ergebnisse
| Ort            | Siegerinnen                                          | Zweite                                     | Dritte                                       |
| -------------- | ---------------------------------------------------- | ------------------------------------------ | -------------------------------------------- |
| Cali           | Vereinigtes Königreich Rebecca James Jessica Varnish | Japan Kayono Maeda Hiroko Ishii            | Kolumbien Martha Bayona Juliana Gaviria      |
| Glasgow        | Vereinigtes Königreich Rebecca James Jessica Varnish | Spanien Tania Calvo Helena Casas           | Frankreich Sandie Clair Olivia Montauban     |
| Aguascalientes | Australien Kaarle McCulloch Stephanie Morton         | Volksrepublik China Xu Yulei Zhong Tianshi | Russland Darja Schmeljowa Ekaterina Gnidenko |

Gesamtwertung
| Pos. | Team                   | Cal | Glas | Aguas | Pkt |
| ---- | ---------------------- | --- | ---- | ----- | --- |
| 1.   | Vereinigtes Königreich | 12  | 12   |       | 24  |
| 2.   | Japan                  | 10  | 3    | 5     | 18  |
| 3.   | Volksrepublik China    |     | 5    | 10    | 15  |
| 4.   | Russland               |     | 7    | 8     | 15  |
| 5.   | Frankreich             |     | 8    | 6     | 14  |
| 6.   | Petroholding Leningrad |     | 6    | 7     | 13  |
| 7.   | Venezuela              | 7   | 2    | 4     | 13  |
| 8.   | Australien             |     |      | 12    | 12  |
| 9.   | Spanien                |     | 10   |       | 10  |
| 10.  | Kolumbien              | 8   |      |       | 8   |

### Einerverfolgung
Ergebnisse
| Ort            | Siegerin            | Zweite                     | Dritte         |
| -------------- | ------------------- | -------------------------- | -------------- |
| Aguascalientes | Katarzyna Pawłowska | María Luisa Calle Williams | Rebecca Wiasak |

Gesamtwertung
| Pos. | Fahrerin                   | Aguas | Pkt |
| ---- | -------------------------- | ----- | --- |
| 1.   | Katarzyna Pawłowska        | 12    | 12  |
| 2.   | María Luisa Calle Williams | 10    | 10  |
| 3.   | Rebecca Wiasak             | 8     | 8   |
| 4.   | Laura Brown                | 7     | 7   |
| 5.   | Caroline Ryan              | 6     | 6   |
| 6.   | Anna Nahirna               | 5     | 5   |
| 7.   | Yudelmis Dominguez         | 4     | 4   |
| 8.   | Beatrice Bartelloni        | 3     | 3   |
| 9.   | Lee Minhye                 | 2     | 2   |
| 10.  | NAV Gloria Rodriguez       | 1     | 1   |

### Mannschaftsverfolgung

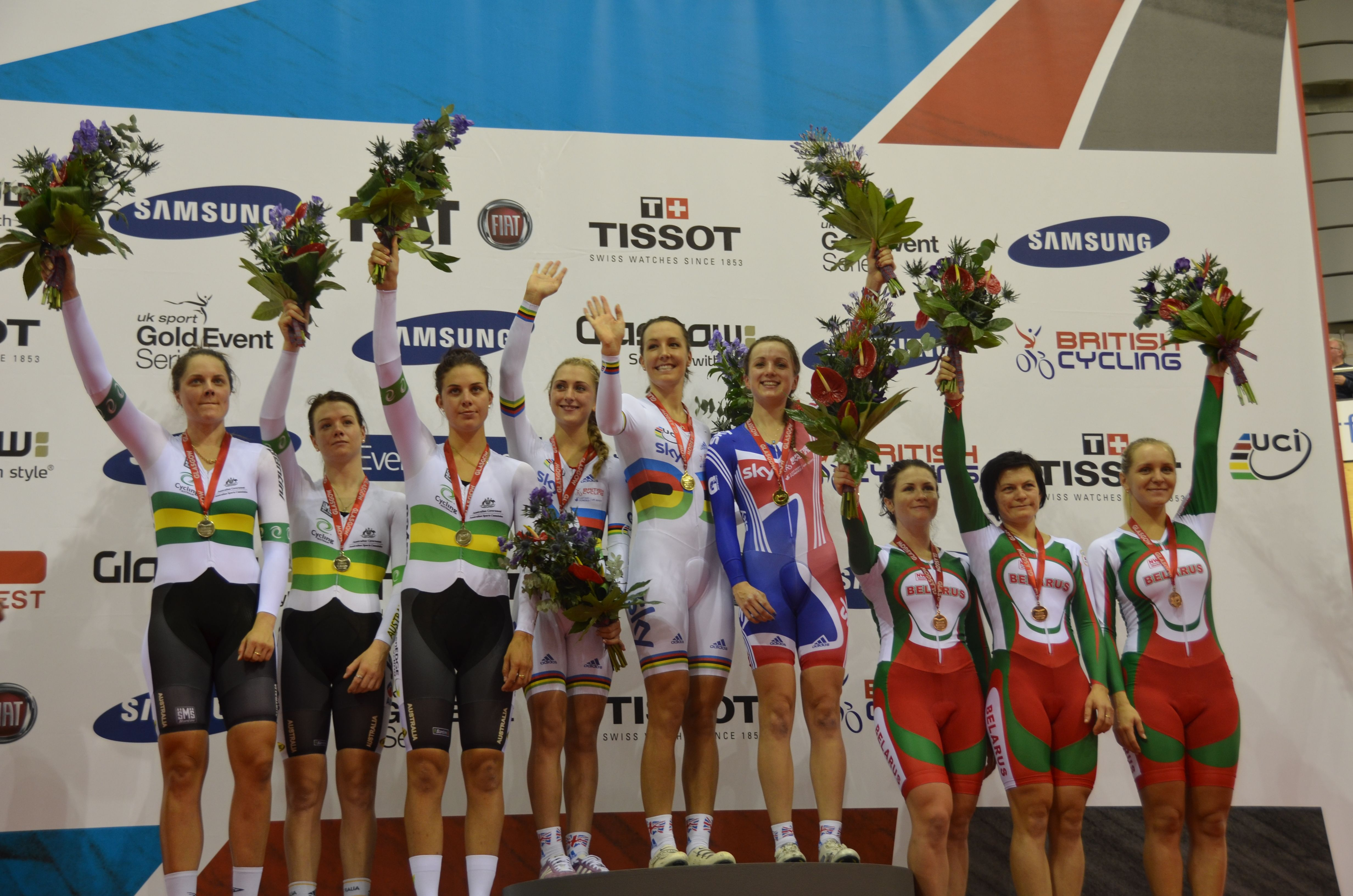
Podium der Mannschaftsverfolgung in Glasgow

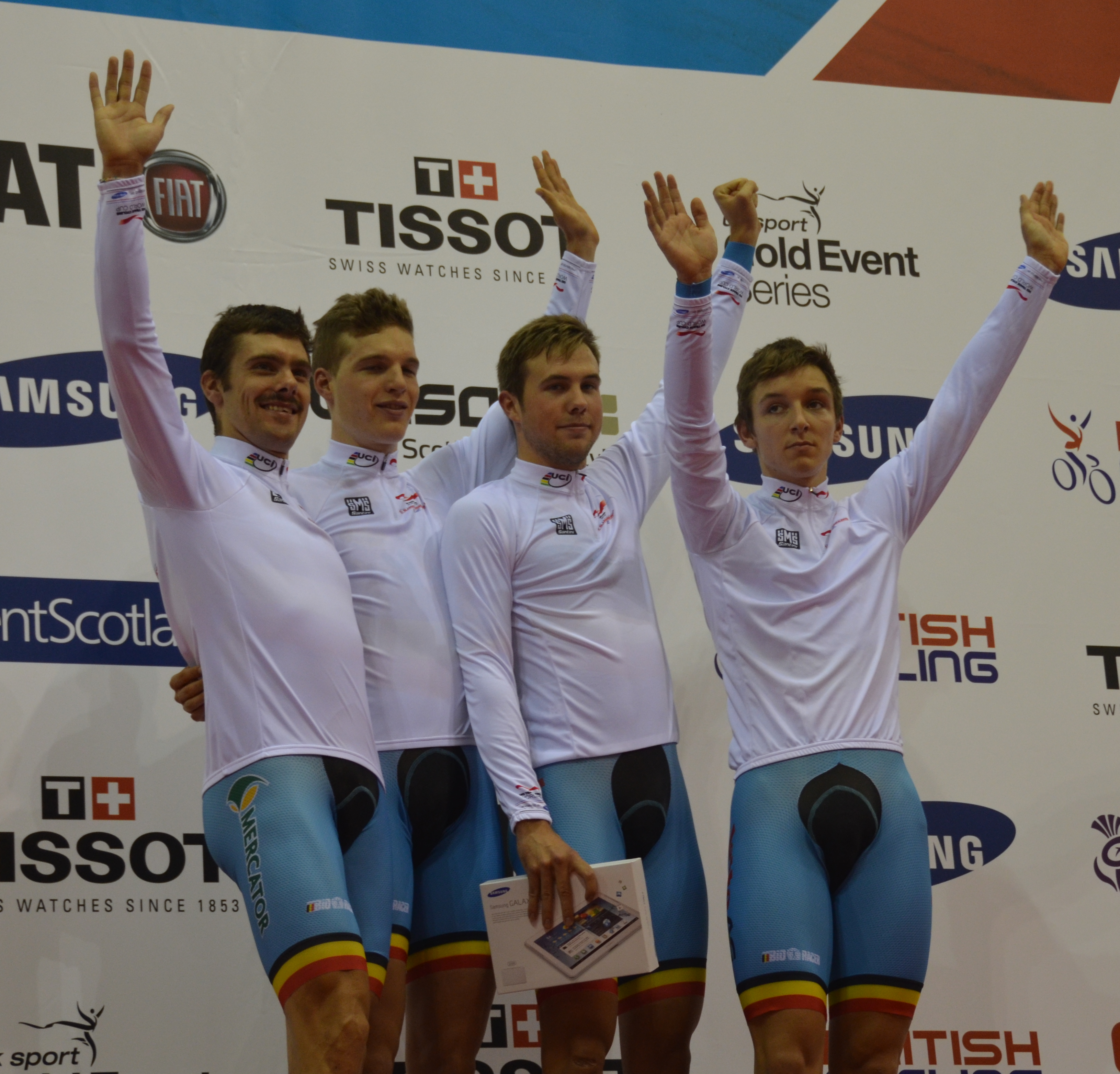
Der Bahnvierer aus Belgien in Glasgow

Ergebnisse
| Ort            | Siegerinnen                                                         | Zweite                                                        | Dritte                                                       |
| -------------- | ------------------------------------------------------------------- | ------------------------------------------------------------- | ------------------------------------------------------------ |
| Cali           | Italien Giulia Donato Beatrice Bartelloni Maria Giulia Confalonieri | SWI Elinor Barker Ciara Horne Amy Roberts                     | Kolumbien Lorena Vargas María Luisa Calle Valentina Paniagua |
| Glasgow        | Vereinigtes Königreich Laura Trott Elinor Barker Danielle King      | Australien Ashlee Ankudinoff Amy Cure Melissa Hoskins         | Belarus Tatjana Scharakowa Alena Dylko Aksana Papko          |
| Aguascalientes | Kanada Gillian Carleton Jasmin Glaesser Stephanie Roorda            | Ukraine Iwanna Borowytschenko Walerija Kononenko Anna Nahirna | Team USN Elinor Barker Amy Roberts Ciara Horne               |

Gesamtwertung
| Pos. | Team                   | Cal | Glas | Aguas | Pkt |
| ---- | ---------------------- | --- | ---- | ----- | --- |
| 1.   | Italien                | 12  |      | 7     | 19  |
| 2.   | Team USN               | 10  |      | 8     | 18  |
| 3.   | Belarus                | 7   | 8    |       | 15  |
| 4.   | Kanada                 |     |      | 12    | 12  |
| 5.   | Vereinigtes Königreich |     | 12   |       | 12  |
| 6.   | Venezuela              | 6   |      | 6     | 12  |
| 7.   | Ukraine                |     |      | 10    | 10  |
| 8.   | Australien             |     | 10   |       | 10  |
| 9.   | Kolumbien              |     | 8    |       | 8   |
| 10.  | Litauen                |     | 6    |       | 6   |

### Punktefahren
Ergebnisse
| Ort            | Siegerin            | Zweite            | Dritte             |
| -------------- | ------------------- | ----------------- | ------------------ |
| Aguascalientes | Katarzyna Pawłowska | Jarmila Machačová | Yudelmis Dominguez |

Gesamtwertung
| Pos. | Fahrerin                | Aguas | Pkt |
| ---- | ----------------------- | ----- | --- |
| 1.   | Katarzyna Pawłowska     | 12    | 12  |
| 2.   | Jarmila Machačová       | 10    | 10  |
| 3.   | Yudelmis Dominguez      | 8     | 8   |
| 4.   | Sofía Arreola           | 7     | 7   |
| 5.   | GPC Huang Li            | 6     | 6   |
| 6.   | Amy Roberts             | 5     | 5   |
| 7.   | Giorgia Bronzini        | 4     | 4   |
| 8.   | Jasmin Glaesser         | 3     | 3   |
| 9.   | RVL Jewgenija Romanjuta | 2     | 2   |
| 10.  | Wong Wan Yiu Jamie      | 1     | 1   |

### Omnium

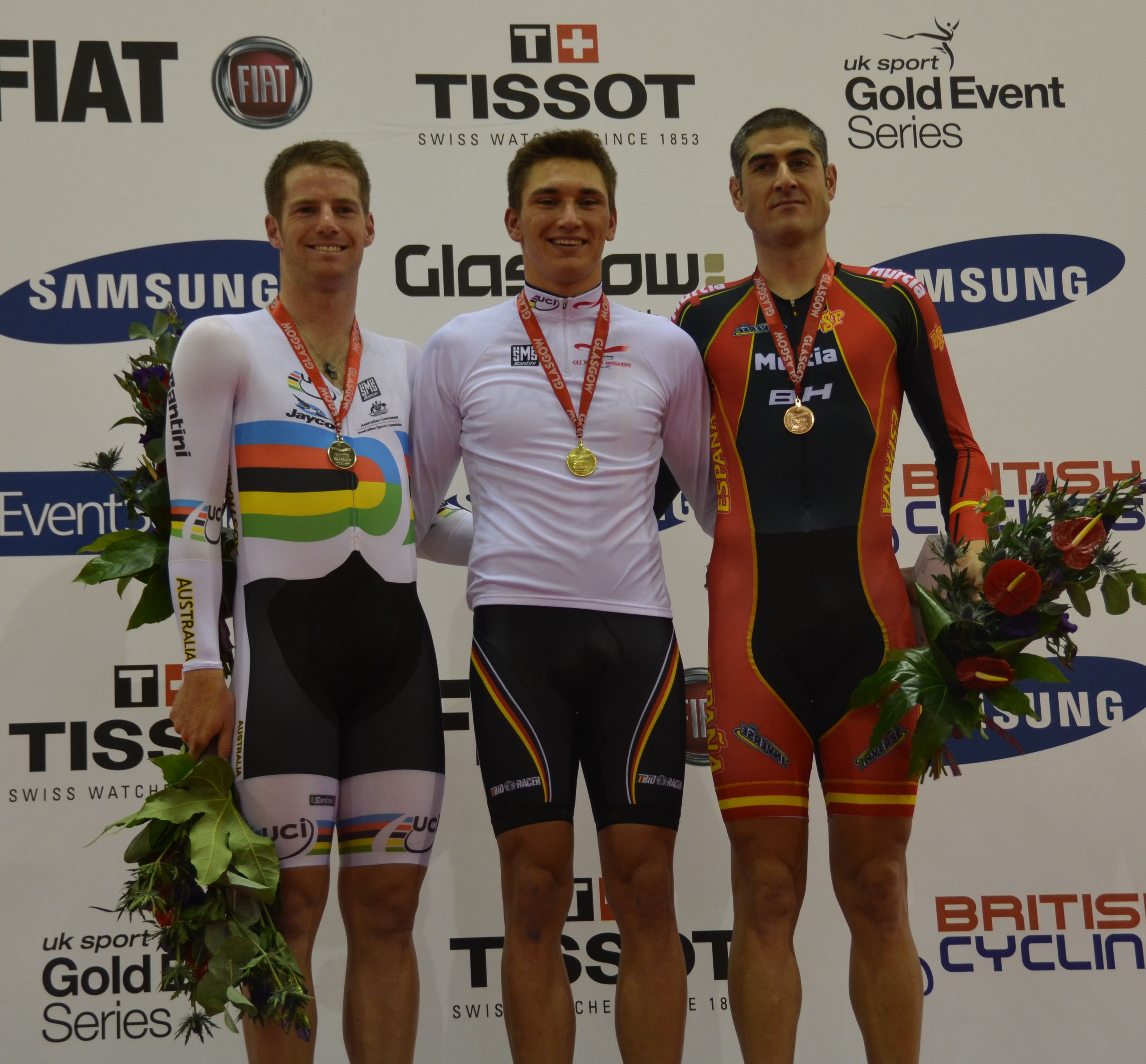
Omnium-Podium in Glasgow

Ergebnisse
| Ort            | Siegerin      | Zweite            | Dritte            |
| -------------- | ------------- | ----------------- | ----------------- |
| Cali           | Isabella King | Natalia Rutkowska | Jarmila Machačová |
| Glasgow        | Laura Trott   | Ashlee Ankudinoff | Tamara Balabolina |
| Aguascalientes | Sarah Hammer  | GPC Huang Li      | Leire Olaberria   |

Gesamtwertung
| Pos. | Fahrerin          | Cal | Glas | Aguas | Pkt |
| ---- | ----------------- | --- | ---- | ----- | --- |
| 1.   | Sarah Hammer      |     |      | 12    | 12  |
| 2.   | Laura Trott       |     | 12   |       | 12  |
| 3.   | Isabella King     | 12  |      |       | 12  |
| 4.   | Leire Olaberria   |     | 4    | 8     | 12  |
| 5.   | GPC Huang Li      |     |      | 10    | 10  |
| 6.   | Ashlee Ankudinoff |     | 10   |       | 10  |
| 7.   | Natalia Rutkowska | 10  |      |       | 10  |
| 8.   | Tamara Balabolina |     | 8    | 1     | 9   |
| 9.   | Jamila Machacova  | 8   |      |       | 8   |
| 10.  | Cari Higgins      | 7   | 1    |       | 8   |

### Scratch

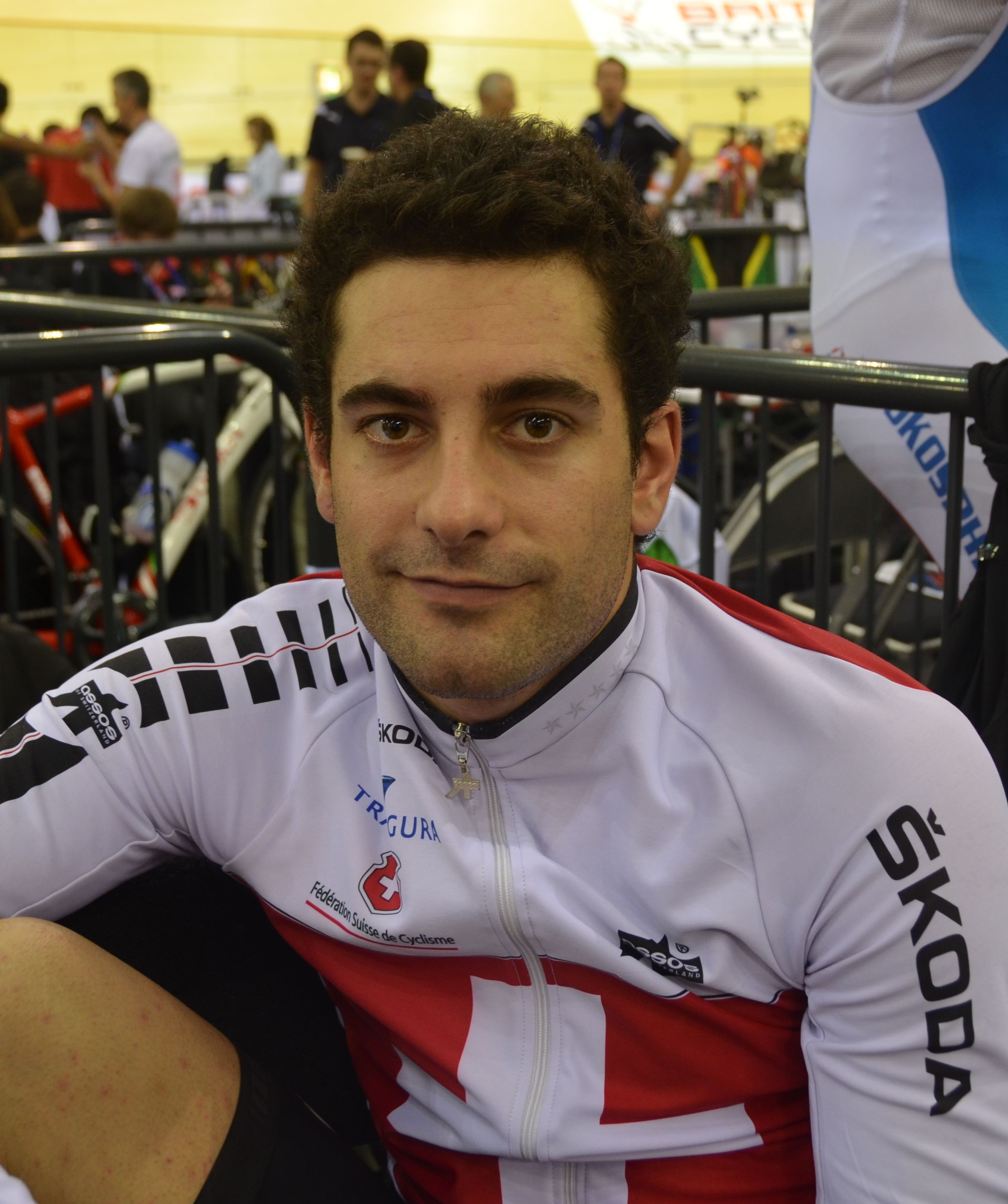
Tristan Marguet

Ergebnisse
| Ort  | Siegerin      | Zweite            | Dritte         |
| ---- | ------------- | ----------------- | -------------- |
| Cali | Isabella King | Jarmila Machačová | Elena Cecchini |

Gesamtwertung
| Pos. | Fahrerin           | Cal | Pkt |
| ---- | ------------------ | --- | --- |
| 1.   | Isabella King      | 12  | 12  |
| 2.   | Jarmila Machačová  | 10  | 10  |
| 3.   | Elena Cecchini     | 8   | 8   |
| 4.   | Natalia Rutkowska  | 7   | 7   |
| 5.   | Yennifer Cesar     | 6   | 6   |
| 6.   | Elena Casas        | 5   | 5   |
| 7.   | Katsiaryna Barazna | 4   | 4   |
| 8.   | CTF Laura Basso    | 3   | 3   |
| 9.   | Amy Roberts        | 2   | 2   |
| 10.  | Cari Higgins       | 1   | 1   |

## Männer

### 1000-m-Zeitfahren
Ergebnisse
| Ort  | Sieger        | Zweiter           | Dritter          |
| ---- | ------------- | ----------------- | ---------------- |
| Cali | Fabián Puerta | Kian Emadi-Coffin | Quentin Lafargue |

Gesamtwertung
| Pos. | Fahrer              | Cal | Pkt |
| ---- | ------------------- | --- | --- |
| 1.   | Fabián Puerta       | 12  | 12  |
| 2.   | Kian Emadi-Coffin   | 10  | 10  |
| 3.   | Quentin Lafargue    | 8   | 8   |
| 4.   | Eric Engler         | 7   | 7   |
| 5.   | Francesco Ceci      | 6   | 6   |
| 6.   | José Moreno Sánchez | 5   | 5   |
| 7.   | Robin Wagner        | 4   | 4   |
| 8.   | Gennadiy Genus      | 3   | 3   |
| 9.   | Cameron Karwowski   | 2   | 2   |
| 10.  | Jonathan Gatto      | 1   | 1   |

### Sprint
Ergebnisse
| Ort            | Sieger              | Zweiter           | Dritter          |
| -------------- | ------------------- | ----------------- | ---------------- |
| Cali           | Philipp Thiele      | Fabián Puerta     | Eric Engler      |
| Glasgow        | Stefan Bötticher    | Robert Förstemann | Denis Dmitrijew  |
| Aguascalientes | RVL Denis Dmitrijew | Max Niederlag     | NAV Juan Peralta |

Gesamtwertung
| Pos. | Fahrer            | Cal | Glas | Aguas | Pkt |
| ---- | ----------------- | --- | ---- | ----- | --- |
| 1.   | Denis Dmitrijew   |     | 8    | 12    | 20  |
| 2.   | Juan Peralta      |     | 7    | 10    | 17  |
| 3.   | Stefan Bötticher  |     | 12   |       | 12  |
| 4.   | Philipp Thiele    | 12  |      |       | 12  |
| 5.   | Max Niederlag     |     |      | 10    | 10  |
| 6.   | Robert Förstemann |     | 10   |       | 10  |
| 7.   | Fabián Puerta     | 10  |      |       | 10  |
| 8.   | Walentin Sawitzki | 7   | 2    |       | 9   |
| 9.   | Eric Engler       | 8   |      |       | 8   |
| 10.  | Tomoyuki Kawabata | 5   | 3    |       | 8   |

### Keirin
Ergebnisse
| Ort            | Sieger           | Zweiter               | Dritter          |
| -------------- | ---------------- | --------------------- | ---------------- |
| Cali           | Fabián Puerta    | Tomoyuki Kawabata     | Marc Schröder    |
| Glasgow        | Stefan Bötticher | JAY Peter Lewis       | Takashi Sakamoto |
| Aguascalientes | Matthijs Büchli  | JAY Kazunari Watanabe | François Pervis  |

Gesamtwertung
| Pos. | Fahrer              | Cal | Glas | Aguas | Pkt |
| ---- | ------------------- | --- | ---- | ----- | --- |
| 1.   | Matthijs Büchli     |     |      | 12    | 12  |
| 2.   | Stefan Bötticher    |     | 12   |       | 12  |
| 3.   | Fabián Puerta       | 12  |      |       | 12  |
| 4.   | Quentin Lafargue    | 6   | 6    |       | 12  |
| 5.   | Kazunari Watanabe   |     |      | 10    | 10  |
| 6.   | JAY Peter Lewis     |     | 10   |       | 10  |
| 7.   | Tomoyuki Kawabata   | 10  |      |       | 10  |
| 8.   | RVL Denis Dmitrijew |     | 4    | 6     | 10  |
| 9.   | François Pervis     |     |      | 8     | 8   |
| 10.  | Takashi Sakamoto    |     | 8    |       | 8   |

### Teamsprint
Ergebnisse
| Ort            | Sieger                                                     | Zweiter                                                    | Dritter                                               |
| -------------- | ---------------------------------------------------------- | ---------------------------------------------------------- | ----------------------------------------------------- |
| Cali           | Deutschland Philipp Thiele Eric Engler Marc Schröder       | Japan Tomoyuki Kawabata Takashi Sakamoto Kenta Inake       | Venezuela Juan Orellana César Marcano Ángel Pulgar    |
| Glasgow        | Deutschland René Enders Robert Förstemann Stefan Bötticher | Vereinigtes Königreich Philip Hindes Jason Kenny Ed Clancy | Frankreich Julien Palma Kévin Sireau Quentin Lafargue |
| Aguascalientes | Neuseeland Ethan Mitchell Sam Webster Edward Dawkins       | Frankreich Kévin Sireau François Pervis Michaël D’Almeida  | Australien Alex Bird Mitchell Bullen Peter Lewis      |

Gesamtwertung
| Pos. | Team                   | Cal | Glas | Aguas | Pkt |
| ---- | ---------------------- | --- | ---- | ----- | --- |
| 1.   | Deutschland            | 12  | 12   | 6     | 30  |
| 2.   | Frankreich             |     | 8    | 10    | 18  |
| 3.   | Neuseeland             |     |      | 12    | 12  |
| 4.   | Japan                  | 10  | 2    |       | 12  |
| 5.   | Russland               | 6   | 6    |       | 12  |
| 6.   | Vereinigtes Königreich |     | 10   |       | 10  |
| 7.   | Australien             |     |      | 8     | 8   |
| 8.   | Venezuela              | 8   |      |       | 8   |
| 9.   | Rusvelo                |     |      | 7     | 7   |
| 10.  | Polen                  |     | 7    |       | 7   |

### Mannschaftsverfolgung
Ergebnisse
| Ort            | Sieger                                                                                         | Zweiter                                                               | Dritter                                                                 |
| -------------- | ---------------------------------------------------------------------------------------------- | --------------------------------------------------------------------- | ----------------------------------------------------------------------- |
| Cali           | Kolumbien Edwin Ávila Juan Esteban Arango Arles Castro Weimar Roldán                           | Russland Dmitri Sokolow Pawel Parkenkow Maxim Kotsorew Sergei Schilow | Schweiz Loïc Perizzolo Kilian Moser Frank Pasche Cyrille Thièry         |
| Glasgow        | Dänemark Casper von Folsach Lasse Norman Hansen Mathias Møller Nielsen Rasmus Christian Quaade | Deutschland Maximilian Beyer Theo Reinhardt Kersten Thiele Lucas Liß  | Belgien Kenny De Ketele Jasper De Buyst Moreno De Pauw Gijs Van Hoecke  |
| Aguascalientes | Russland Jewgeni Kowaljow Iwan Sawizki Alexander Serow Nikolai Schurkin                        | Schweiz Loïc Perizzolo Tom Bohli Silvan Dillier Stefan Küng           | Italien Liam Bertazzo Marco Coledan Francesco Lamon Michele Scartezzini |

Gesamtwertung
| Pos. | Team        | Cal | Glas | Aguas | Pkt |
| ---- | ----------- | --- | ---- | ----- | --- |
| 1.   | Schweiz     | 8   | 6    | 10    | 24  |
| 2.   | Russland    | 10  |      | 12    | 22  |
| 3.   | Ukraine     | 6   | 5    | 6     | 17  |
| 4.   | Belgien     | 7   | 8    |       | 15  |
| 5.   | Dänemark    |     | 12   |       | 12  |
| 6.   | Kolumbien   | 12  |      |       | 12  |
| 7.   | Deutschland |     | 10   |       | 10  |
| 8.   | Italien     | 2   |      | 8     | 10  |
| 9.   | Australien  |     |      | 7     | 7   |
| 10.  | Spanien     |     | 7    |       | 7   |

### Omnium
Ergebnisse
| Ort            | Sieger             | Zweiter        | Dritter        |
| -------------- | ------------------ | -------------- | -------------- |
| Cali           | Paolo Simion       | David Muntaner | Loïc Perizzolo |
| Glasgow        | Lucas Liß          | Glenn O’Shea   | Unai Elorriaga |
| Aguascalientes | RVL Artur Jerschow | Vivien Brisse  | Ondřej Rybin   |

Gesamtwertung
| Pos. | Fahrer             | Cal | Glas | Aguas | Pkt |
| ---- | ------------------ | --- | ---- | ----- | --- |
| 1.   | Loïc Perizzolo     | 8   |      | 5     | 13  |
| 2.   | RVL Artur Jerschow |     |      | 12    | 12  |
| 3.   | Lucas Liß          | 12  |      |       | 12  |
| 4.   | Paolo Simion       | 12  |      |       | 12  |
| 5.   | Vivien Brisse      |     | 1    | 10    | 11  |
| 6.   | Glenn O’Shea       |     | 10   |       | 10  |
| 7.   | David Muntaner     | 10  |      |       | 10  |
| 8.   | Tim Veldt          | 7   | 3    |       | 10  |
| 9.   | Ondřej Rybin       | 1   |      | 8     | 9   |
| 10.  | Unai Elorriaga     |     | 8    |       | 8   |

### Punktefahren
Ergebnisse
| Ort  | Sieger       | Zweiter               | Dritter        |
| ---- | ------------ | --------------------- | -------------- |
| Cali | Andreas Graf | Wojciech Pszczolarski | Jonathan Mould |

Gesamtwertung
| Pos. | Fahrer                       | Cal | Pkt |
| ---- | ---------------------------- | --- | --- |
| 1.   | Andreas Graf                 | 12  | 12  |
| 2.   | Wojciech Pszczolarski        | 10  | 10  |
| 3.   | Jonathan Mould               | 8   | 8   |
| 4.   | Jesper Mørkøv                | 7   | 7   |
| 5.   | Cameron Karwowski            | 6   | 6   |
| 6.   | Alexei Ljalko                | 5   | 5   |
| 7.   | Jasper De Buyst              | 4   | 4   |
| 8.   | Thurakit Boonratanathanakorn | 3   | 3   |
| 9.   | Albert Torres                | 2   | 2   |
| 10.  | Edwin Ávila                  | 1   | 1   |

### Scratch
Ergebnisse
| Ort     | Sieger          | Zweiter       | Dritter     |
| ------- | --------------- | ------------- | ----------- |
| Glasgow | Tristan Marguet | Martyn Irvine | Roy Eefting |

Gesamtwertung
| Pos. | Fahrer            | Glas | Pkt |
| ---- | ----------------- | ---- | --- |
| 1.   | Tristan Marguet   | 12   | 12  |
| 2.   | Martyn Irvine     | 10   | 10  |
| 3.   | Roy Eefting       | 8    | 8   |
| 4.   | Theo Reinhardt    | 7    | 7   |
| 5.   | Simon Yates       | 6    | 6   |
| 6.   | Nolan Hoffman     | 5    | 5   |
| 7.   | Manuel Cazzaro    | 4    | 4   |
| 8.   | Anton Musytschkin | 3    | 3   |
| 9.   | Andreas Müller    | 2    | 2   |
| 10.  | Jonathan Mould    | 1    | 1   |

### Zweier-Mannschaftsfahren
Ergebnisse
| Ort            | Sieger                       | Zweite                            | Dritte                      |
| -------------- | ---------------------------- | --------------------------------- | --------------------------- |
| Aguascalientes | Vivien Brisse/ Thomas Boudat | Michailo Radjonow/ Serhij Lahkuti | Silvan Dillier/ Stefan Küng |

Gesamtwertung
| Pos. | Fahrer      | Aguas | Pkt |
| ---- | ----------- | ----- | --- |
| 1.   | Frankreich  | 12    | 12  |
| 2.   | Ukraine     | 10    | 10  |
| 3.   | Roy Eefting | 8     | 8   |
| 4.   | Russland    | 7     | 7   |
| 5.   | Rusvelo     | 6     | 6   |
| 6.   | Italien     | 5     | 5   |
| 7.   | Mexiko      | 4     | 4   |
| 8.   | Dänemark    | 3     | 3   |
| 9.   | Hongkong    | 2     | 2   |
| 10.  | Österreich  | 1     | 1   |

## Teamwertung
(Endstand)
| Pos. | Nation/Team            | Cal | Glas | Aguas | Pkt |
| ---- | ---------------------- | --- | ---- | ----- | --- |
| 1.   | Deutschland            | 47  |      | 22    | 178 |
| 2.   | Vereinigtes Königreich | 54  | 102  |       | 156 |
| 3.   | Frankreich             | 27  | 48   | 65    | 140 |
| 4.   | Australien             | 24  | 34   | 62    | 120 |
| 5.   | Russland               | 37  | 30   | 37    | 104 |
| 6.   | Spanien                | 40  | 56   | 8     | 104 |
| 7.   | Kolumbien              | 87  |      | 10    | 97  |
| 8.   | Italien                | 49  | 4    | 30    | 83  |
| 9.   | Japan                  | 45  | 19   | 15    | 79  |
| 10.  | Polen                  | 27  | 20   | 24    | 71  |

## Teamkürzel
BCN: Team Bacon; CCT: Cyclo Channel Tokyo; CTF: Cycling Team Friuli; FFA: Gruppo Sportivo Fiamme Azzurre; GPC: Giant Pro Cycling; JAY: Team Jayco-AIS; NAV: Reyno De NavarraTelco-M-Conor; PEF: Performance United Felt; PHL: Petroholding Leningrad; RSV: Rusvelo; WAL: Team Usn; SWI: Welsh Track Cycling Team